# 가후

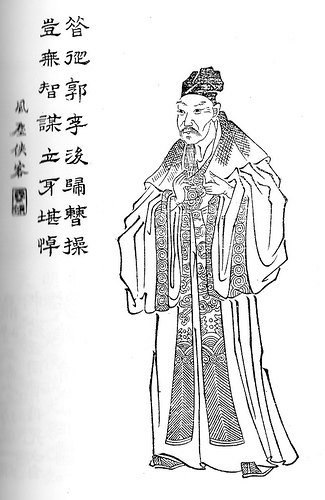
청나라 때 발간된 《삼국지연의》에 실린 가후의 삽화.

가후(중국어 정체자: 賈詡, 간체자: 贾诩, 병음: Jiǎ Xǔ 자쉬[*], 147년~223년)는 중국 후한 말과 조위의 정치가로, 자는 문화(중국어: 文和, 병음: Wénhé 원허[*])이다. 
배잠론(裴潛論)에서 가후는 수 많은 책략으로 조조를 보좌했으며 조비가 즉위 후에는 태위가 되었다고 한다. 책략에 오류가 없으며 사사로운 교제를 안 한다고 평했다.

## 생애
양주 무위군 고장현(姑臧縣) 사람이다. 정사 《삼국지》에서는 ‘책략에 실수가 없고 사태 변화를 꿰뚫고 있었다’고 평가되는 책사로, 많은 인물을 섬겼으나 가는 곳마다 재능을 인정받았다. 젊은 시절에는 그다지 평가받지 못하지만, 염충이라는 인물만 “장량과 진평(모두 한 고조의 모신)과 같은 기략이 있다”고 평가한다. 처음에는 효렴으로 추천되어 조정 관직에 취임했으나 병 탓에 귀향하는 도중, 저족 반란군에 생포된 때 자신을 저족들에게 큰 위세를 떨친 당시 태위(太尉) 단경(段熲)의 외손자라고 순간 거짓말을 하여 겁먹은 저족 반란군이 석방해서 위험에서 벗어났다. 이 때 가후는 "나를 죽이고 내 시체를 계속 보관하면 우리 외할아버지인 단경 장군님이 거액의 돈을 주고 내 시체를 찾아갈 것이다. 날 죽일 거면 내 시체나 잘 보관해라."라 말했다. 저족들에게 단경은 공포와 존경의 대상이었으므로 가후를 석방했다. 나머지 포로들은 몰살당했다.
동탁(董卓)이 십상시를 진압하려고 낙양(洛阳)으로 입성했는데 이 때 동탁의 병력은 3,000명이었다. 하지만 동탁이 낙양에 도착했을 때는 이미 십상시가 원소에 의해 몰살당한 이후였으며 동탁은 그냥 되돌아가기 뭐하다며 낙양에 눌러 살았다. 이 상황은 하진이 죽은 직후였으므로 하진의 부하들은 우왕좌왕했는데 이 때 가후는 동탁에게 꾀를 냈다. 800명씩 3개 조로 나눠 한밤중에 몰래 성 밖으로 나가 숨어 있다가 아침에 1개조가 북을 크게 울리며 입성하고, 점심에 1개조가 북을 크게 울리며 입성하고, 저녁에 1개조가 북을 크게 울리며 입성하게 한 뒤 한밤중이 되면 또 몰래 나가서 숨어있다가 날이 밝으면 동일하게 행군을 하는 일을 여러 날에 걸쳐 반복하게 했다. 이런 일이 반복되자 하진의 부하들은 서량에서 동탁을 도와주기 위해서 계속 군대가 오는 줄 착각하게 되어 동탁에게 항복했다. 
반동탁 연합군이 결성되자 동탁이 낙양을 버리고 장안으로 천도했는데 이 때 가후도 따라갔다.
동탁이 장안(長安)에서 권세를 장악할 무렵, 동탁의 부하이자 사위인 우보의 참모였다. 동탁이 여포(呂布)에게 살해되자 이각(李傕), 곽사(郭汜), 장제(張濟)를 위시한 동탁의 부하가 동요하여 군대를 버리고 도망치려 했으나 가후는 그 사람들을 설득하고 단결시켜 장안을 습격하고 다시 정권을 잡았으므로 《삼국지》에 주석한 배송지에게 화를 재초래한 사람으로 미움을 사서 여러 군데에서 비판받으나 가후는 이 공적으로 높은 관직에 취임하려 하지 않고, 관리 선발 임무를 맡아 많은 유명인을 등용하여 조정의 정치 체제 개선에 애썼다. 그러나 이것이 도리어 이각에게는 거북한 상대로 간주돼 동향 출신인 단외(段煨) 밑에 몸을 의지하는데 단외가 자신을 두려워하자 그 사람의 곁을 떠나 장수 밑으로 들어간다. 이때 가족은 단외가 있는 곳에 남아 있었는데 가후는 “단외는 나를 경계하니 내가 떠나면 즐거워하겠고 밖에서 강력한 지원자와 결합하리라고 기대하고서 가족을 후대하리라”고 판단했는데 그 예상대로였다.
이 무렵 장수는 조조와 항전했는데 가후의 의견을 듣지 않았을 때는 패배하고 가후의 계략을 이용했을 때는 승리했다. 조조의 목숨까지 위협할 정도였는데 조조는 이 전투에서 장남 조앙(曹昻)을 잃고서 거짓으로 성곽 서북을 공격해 세력이 약해진 동남을 공격하려 하자 가후는 역으로 복병을 놓아 조조를 유인하여 체포하려는 등 허허실실 전략을 구사했다.
나중에 원소(袁紹)와 조조가 관도에서 대치할 때 두 사람은 장수와 가후를 서로 자기 편으로 끌어들이려고 각각 사람을 보내왔다. 이때 가후는 “원소는 형제 원술조차 신뢰하지 않고 세력도 강력해서 우리를 경시하고 중용하지 않겠는데 조조는 천자(天子)를 받들고 세력이 열세이므로 자기 편이 늘어나기를 원하므로 과거의 사원은 문제 삼지 않고 우리를 틀림없이 중용하리라.” 라고 장수에게 진언해 조조에게 투항하라고 권한다. 조조는 그 사람들의 귀순을 기뻐하고 가후의 손을 잡고 “내게 천하인들의 신뢰를 가져다준 사람이 바로 그대다” 라고 말하면서 가후를 집금오에 임명했다.
조조를 받들게 된 가후는 수많은 책략을 내놓았다. 관도 전투에서는 결전을 앞에 두고 망설이는 조조에게 결단을 촉구하여 승리로 이끌고 서량에서 마초와 한수가 반란했을 때는 그 사람들에게 이간책을 쓰고자 일부러 군데군데 자를 지운 편지를 한수에게 보내, 마초를 의심하게 하여 사이를 벌려놓고 통제되지 않는 곳을 습격해 토벌에 성공하며, 후계자 문제에 관해서도 조비와 조식(曹植) 사이에 활발하게 논의가 진행됐는데 조비는 자기 처지를 확실히 하고자 가후에게 사람을 보내 의견을 구했다. 가후는 누구를 대하든 겸허하게 행동하고 태자로서 성실히 임하라고 조언했으며, 조조도 은밀히 상담하자 가후는 즉답하지 않고 “원소와 유표(劉表)의 일을 생각한다”고 말하여, 장남을 후계자로 선정하지 않았기에 멸망한 사례를 들어 태자의 지위를 확정시켰다.
손권이 조비에게 이르러 "가후는 너를 진심으로 섬기지 않고 기회를 엿보는 사람인데 불안하게 그런 인물을 왜 부하로 두느냐"라 일침을 놓았는데 이걸 가후가 귀신같이 눈치챘으며 손권의 말을 들은 가후는 모든 관직을 버리고 낙향했다.
타인들이 자신의 재능에 경계심을 품지 않게끔 조용히 생활하고 절대로 사사로운 교제하지 않고 자녀들의 혼인 상대도 명문대가 출신을 고르지 않았다. 조비가 문제로 즉위하자 태위(太尉)에 임명되고서 천수를 누려 나이 77살에 죽었고 시호 숙후(肅侯)가 내려졌다.

## 평가
후한 최고의 역적으로 동탁을 꼬득여 입궁하게 했으며 동탁 사후에는 이각 곽사 등에게 관군과 맞붙도록 하여 후한을 결정적으로 멸망시키는 원인을 제공했다. 동탁이 사망한 직후에는 적어도 후한을 재건할 역량이 남아있었으나 야반도주를 하려던 이각과 곽사를 가후가 꼬득여서 왕윤과 맞서게 한 이후 이각과 곽사가 이겨서 동탁을 대신하게 되었는데 이 때의 학살과 파괴는 상상을 초월하는 것이었다. 가후의 설득으로 인해 집권에 성공한 이각과 곽사는 매일같이 학살을 반복해서 당대 최대의 도시 중 하나였던 장안을 아예 허허벌판으로 만들었다. 결과적으로 가후로 인해 후한은 재건할 수 있는 기회를 놓친 것이다.
평생 계책에 오류가 없었으며 사람의 심리를 정확하게 읽어내는 심리전의 대가였다. 당대에 이미 진수는 가후를 순욱, 순유와 더불어 조조의 가장 뛰어난 책사로 꼽았으며 요즈음도 많은 사람들이 그 귀신같은 통찰력을 두고 삼국지 최고의 책사로 가후를 꼽는다. 단 제갈량, 순욱, 주유, 노숙처럼 한 시대의 비전을 제시하고 조직을 이끌어가는 리더십을 보여준 적은 없기 때문에 뛰어난 술책가였을 뿐 그 이상은 아니라며 낮게 평가하는 사람들도 있다. 실제로도 가후의 일생은 결국 난세 속에서 자신의 재주를 팔아 스스로 살아남는 것 외에는 안중에 없어보인다. 단 이는 명문가도 아니며 출생도 벽지였던데다가 젊어서 의도치 않게 이각, 곽사등과 엮여 버린 만큼 어쩔 수 없는 선택이었다고 이해할 수 있는 구석도 있다. 그러나 비슷하게 명문가도 아니며 출생지도 벽지였던 데다가 젊은 나이에 사망했지만 후한 재건을 위해 목숨바쳐 노력했던 손견과 비교하면 가후는 그냥 인간 말종일 뿐인 인물이다.
가후의 재능은 분명 뛰어나나, 제갈량, 순욱, 주유, 노숙이 모든 역량을 다 활용해 일을 하는 것과는 달리 가후는 딱 자기 목숨을 보존하는 정도 만큼만 일했으며 이 때문에 손권이 가후에게 벌레 같은 인간이라는 평가를 내렸다.
당대의 맹장이자 후한 재건에 자신의 목숨을 아끼지 않았던 손견과는 대척점에 해당되는 인물이다.

## 《삼국지연의》 속 가후
가후의 행적 중에서 동탁이 살아있을 때 동탁의 책사 역할을 한 것은 모두 이유에게 넘겨졌으며 동탁의 부하 시절의 가후는 딱히 묘사가 없다. 삼국지연의에서 가후의 행적은 동탁이 사망한 이후부터 묘사되기 시작한다.

## 가후의 친족 관계
- 증조 - 가수옥(賈秀玉)[2] : 무위태수(武威太守), 가의(賈誼, 기원전 200년 ~ 기원전 168년)의 9대손
  - 조부 - 가연(賈衍)[2] : 연주자사(兗州刺史)
    - 아버지 - 가습(賈龔)[2] : 경기장군(輕騎將軍), 무위군으로 거처를 옮김
      - 형 - 가채(賈綵)[2]
        - 장남 - 가목(賈穆)[1] : 부마도위(駙馬都尉), 태수(太守)
        - 차남 - 가기(賈璣)[2] : 부마도위, 관내후(關內侯), 장락군(長樂郡)으로 거처를 옮김, 가필(賈疋, ? ~ 312년)의 조부
        - 막내아들 - 가방(賈訪)[1] : 열후(列侯)

## 같이 보기
- 삼국지 인물 목록